# Blind Blake
Pour les articles homonymes, voir Arthur Blake (homonymie), Blake et Blind.
Arthur "Blind" Blake (né en 1896 à Jacksonville en Floride et mort le 1er décembre 1934) était un chanteur et guitariste de ragtime et de blues très influent. Il est souvent appelé « The King Of Ragtime Guitar ».

## Biographie
La vie de Blind Blake est très mal connue. Son lieu de naissance, Jacksonville en Floride, indiqué par Paramount Records reste sujet à controverse. Même son nom pouvait prêter à confusions. Les noms figurant sur les droits d'auteurs de ses chansons sont des variantes de Blind Arthur Blake bien que certaines personnes pensent qu'il soit né Arthur Phelps ce que Blake dément.
Il s'installa à Atlanta au début des années 1920, et commença à faire découvrir son style ragtime dans la région. Il s'affirme plus comme étant un joueur de ragtime, qu'un bluesman.
En 1926, il déménage pour Chicago et est découvert par la maison de disques "Paramount Records" alors à la recherche d'un nouveau gros vendeur, après avoir fait signer Ma Rainey, Papa Charlie Jackson et Blind Lemon Jefferson. Il effectue alors ses premiers enregistrements qui se vendent en grande quantité. Son premier disque solo est Early Morning Blues/West Coast Blues. Ces deux titres sont de très bons exemples de son style; le premier est plus proche du blues, le second du ragtime.
Il continue d'enregistrer durant l'année 1927, produisant sans doute ses meilleures compositions, avec toujours ce style syncopé typique du ragtime. Sa réputation est faite. Il retourne dans le studio de Paramount Records l'année suivante, en jouant cette fois-ci avec de plus en plus de musiciens pour accompagner sa guitare. Il est alors un élément majeur de la scène musicale de Chicago.
Blind Blake est envoyé à Richmond en juin 1929, pour enregistrer une nouvelle session, avec Alex Robinson au piano. Les morceaux sont parfaits, la guitare s'accordant totalement avec le piano. De retour à Chicago, il publie en septembre un disque qui restera dans les annales du ragtime et du blues, Guitar Chimes / Blind Arthur's Breakdown.
À la suite de quoi il part pour Grafton dans le Wisconsin (où siège sa maison de disques) où il joue avec Papa Charlie Jackson, une vedette du blues. Il y enregistre sa dernière chanson en 1932 qui termine malheureusement sa carrière en raison de la faillite de Paramount.
Il décède sans doute peu de temps après car, à la fin de sa vie, Blind Blake buvait beaucoup de whisky et il est possible que cela ait conduit à sa mort qui, comme le reste de sa vie, reste mal connue.

## Musique
Blind Blake enregistra environ 80 titres pour Paramount Records à la fin des années 1920 et au début des années 1930. Autant Scott Joplin était le maître incontesté du ragtime piano, autant Blind Arthur Blake l'était pour la guitare ragtime. Il est le guitariste le plus accompli dans son style avec une variété dans sa production surprenante. Son jeu au doigt (finger picking) complexe et intrigant a inspiré le Reverend Gary Davis, Jorma Kaukonen, Ry Cooder et beaucoup d'autres.
Il est également admis que ses enregistrements tardifs n'ont pas l'éclat des premiers.
Il reste célèbre pour son son de guitare si particulier et comparable tant au niveau du timbre qu'au niveau du rythme à un piano ragtime. Son style rythmé, dansant et extrêmement inventif pouvait s'accompagner d'un piano aussi bien que d'un banjo.
Le chanteur Francis Cabrel cite Blind Blake comme une de ses références musicales dans la chanson « Cent Ans de Plus » sur l'album Hors-saison (1999).

## Autres artistes ayant utilisé le nom de Blind Blake
Sur quelques enregistrements où le guitariste de jazz blanc Eddie Lang est accompagné de musiciens afro-américain, les maisons de disques nomment Lang comme "Blind Blake". Mais sur la plupart de ces enregistrements, principalement avec Lonnie Johnson, Lang est appelé "Blind Willy Dunn".
Alphonso "Blind Blake" Higgs (en) a également enregistré des disques sous ce nom. Il était un des chanteurs les plus célèbres des Bahamas dans les années 1950, il dirigeait l'orchestre de l’hôtel Royal Victoria. Des touristes ont ramené ses disques aux États-Unis et plusieurs de ses chansons sont devenues des standards folkloriques.